# Giuseppe Guarino (Kardinal)

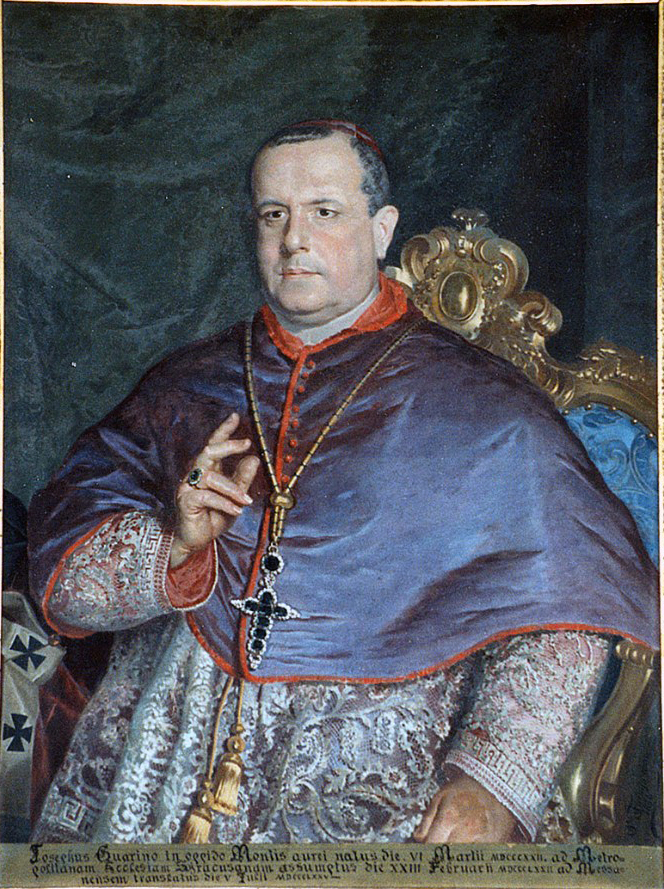
Giuseppe Guarino als Erzbischof (Gemälde zw. 1872 und 1875)

Giuseppe Guarino (* 6. März 1827 in Montedoro, Sizilien; † 22. September 1897 in Messina) war Erzbischof von Messina und Kardinal.

## Leben
Guarino wurde als zweites Kind des Notars Michele Guarino geboren und erhielt während seines Studiums am Priesterseminar von Agrigento die Diakonenweihe. Am 21. September 1849 wurde er zum Priester geweiht. Er war zunächst Sekretär am Tribunale della Regia Monarchia e Apostolica Legazia in Palermo. 

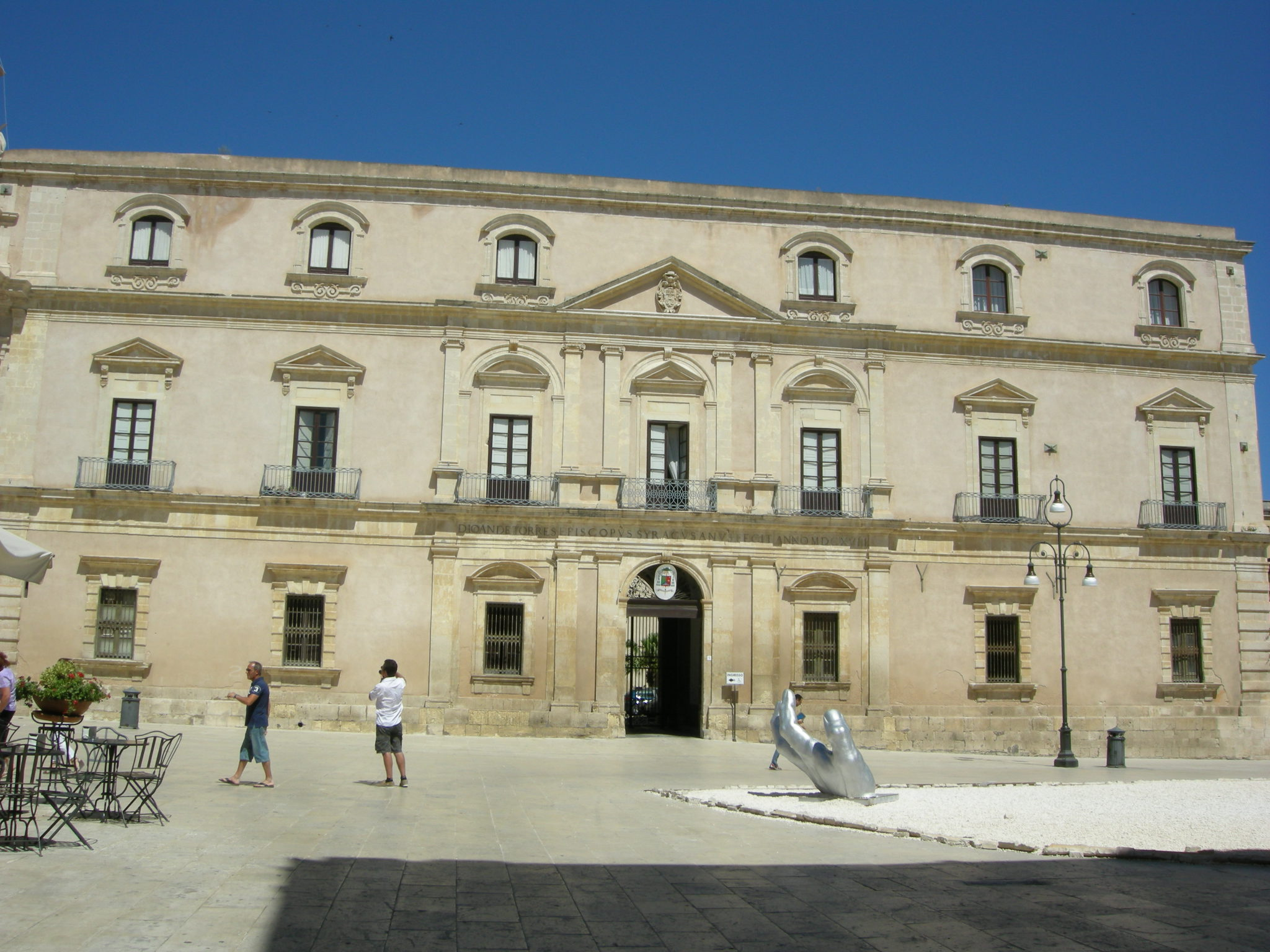
Der erzbischöfliche Palast in Syrakus

Papst Pius IX. ernannte Guarino am 23. Februar 1872 zum Erzbischof von Syrakus. Die Bischofsweihe spendete ihm am 17. März desselben Jahres Michelangelo Celesia, der Erzbischof von Palermo. Vier Tage später erfolgte seine Amtseinführung und am 17. April ergriff Guarino Besitz von seiner Diözese, obwohl die Regierung das Exequatur nicht erteilt hatte, da ihn der Generalanwalt beim Appellationsgerichtshof von Palermo als Gegner der politischen Einigung Italiens beurteilte. Die Neuordnung von Klerus, kirchlichen und karitativen Organisationen und pastoralen Aktivitäten wurde von den Gläubigen geschätzt, führten aber nicht zu einem besseren Verhältnis mit der staatlichen Obrigkeit, die ihn schließlich im Mai 1875 zum Verlassen des erzbischöflichen Palastes nötigte. Am 5. Juli 1875 ernannte Pius IX. ihn zum Erzbischof von Messina. 1883 wurde er ad nutum Apostolicae Sedis zum Administrator der Prälatur Santa Lucia del Mela ernannt.
Guarino konnte während der politischen Wirren in Italien neue innerkirchliche Impulse in seinen Diözesen setzen und war besonders in Messina darum bemüht, auch auf die Bedürfnisse der Laienverbände einzugehen.
Papst Leo XIII. nahm Guarino am 16. Januar 1893 als Kardinalpriester von San Tommaso in Parione ins Kardinalskollegium auf. Aufgrund eines Schlaganfalls musste Kardinal Guarino ab 1895 bei der Ausführung seiner Amtsgeschäfte von seinem Generalvikar Giuseppe Basile unterstützt werden. Er starb zwei Jahre später in Messina. Der Seligsprechungsprozess für Giuseppe Guarino wurde 1985 eröffnet.